# ورشة فنسنت تيمسيت
ورشة فنسنت تيمسيت (بالفرنسية: Ateliers Vincent Timsit)‏ هو مجمع صممه جان فرنسوا زيفاكو في الدار البيضاء، المغرب في عام 1952. يحتوي على ورش عمل لشركة فنسنت تيمسيت، التي كانت تعمل في صناعة المرايا والأقفال، وهي أحد أشهر أعمال جان فرنسوا زيفاكو، التي تعتبر ذات سمة رمزية للعمارة في الدار البيضاء.

## معرض الصور

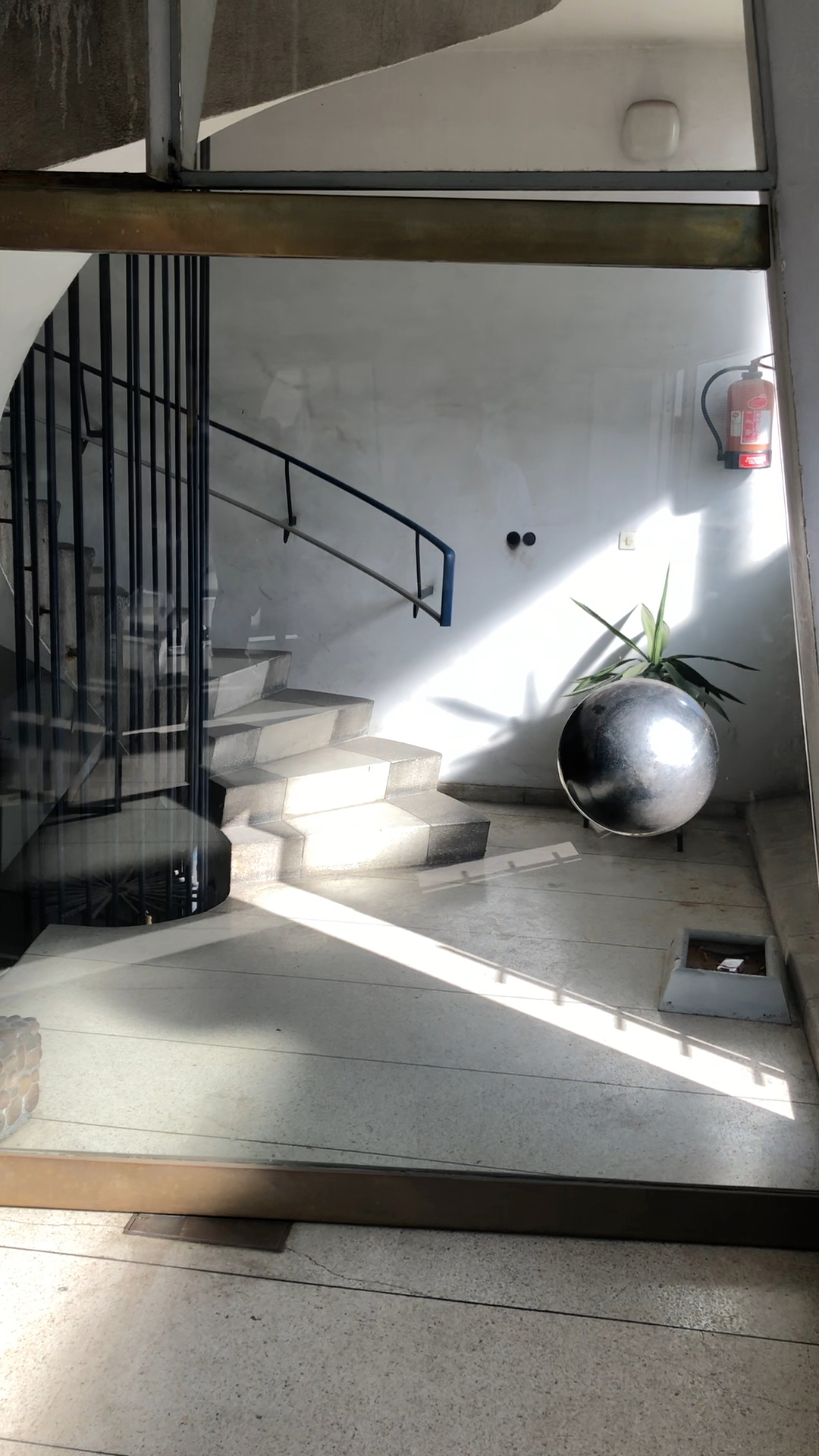
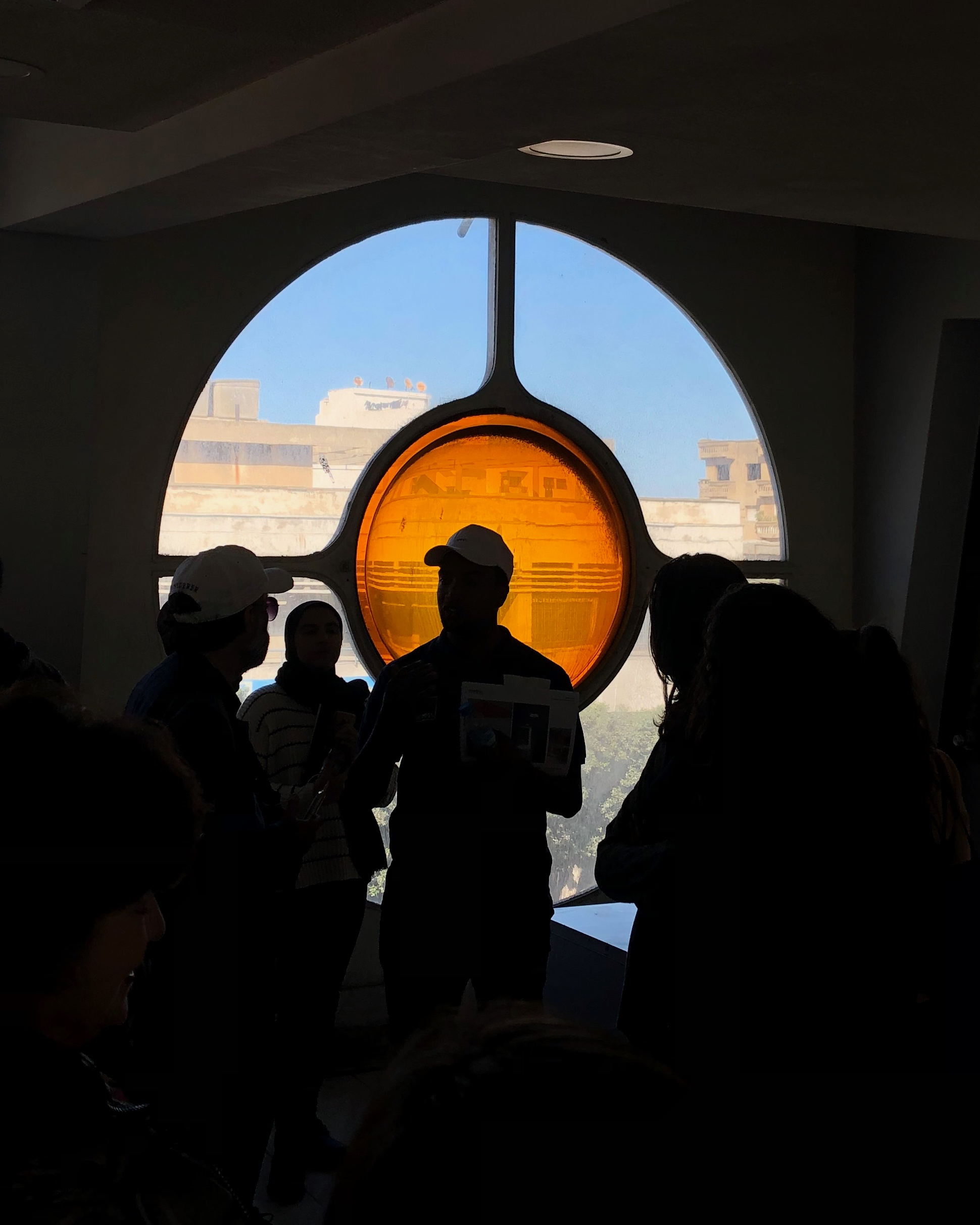
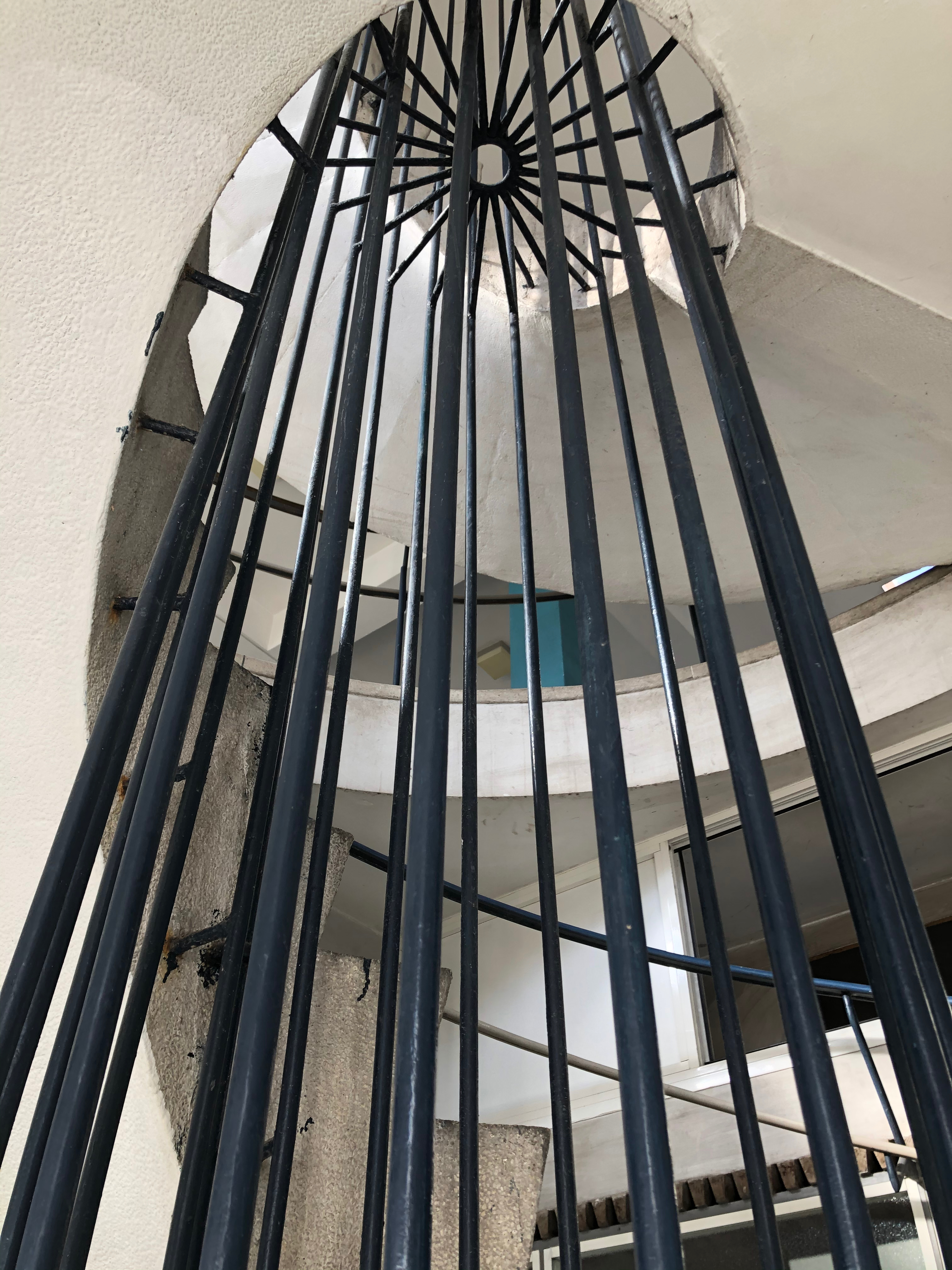
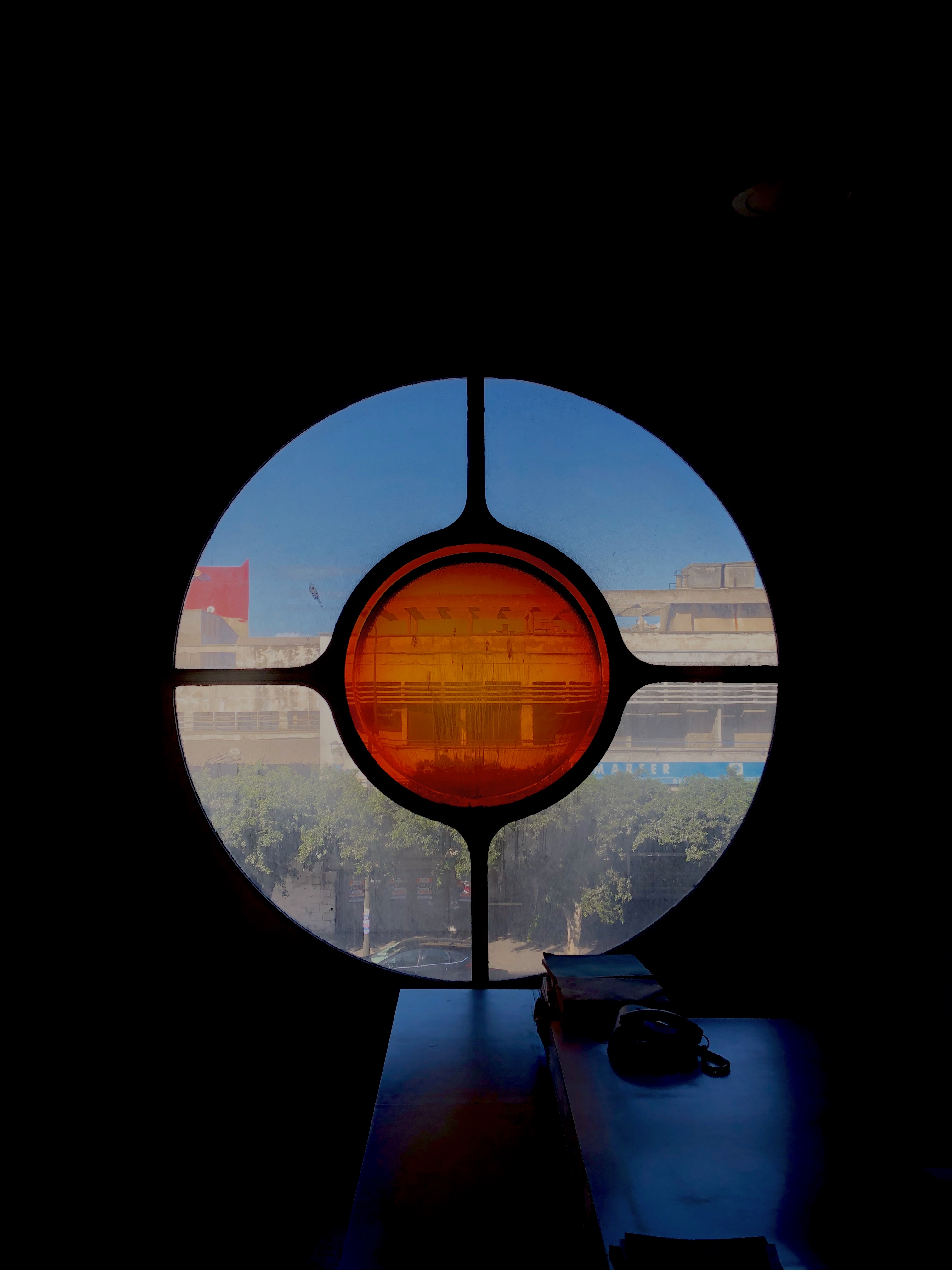
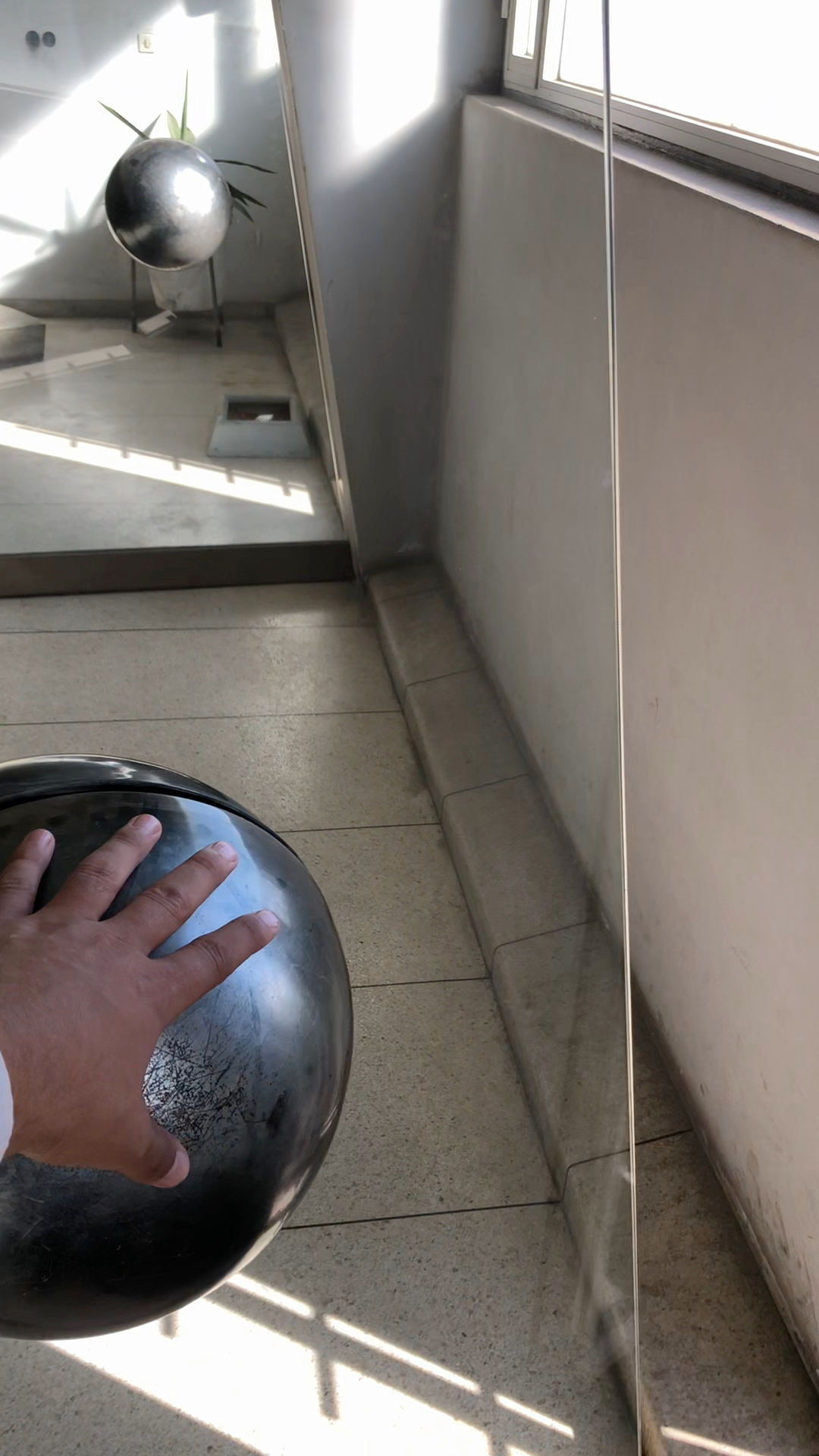
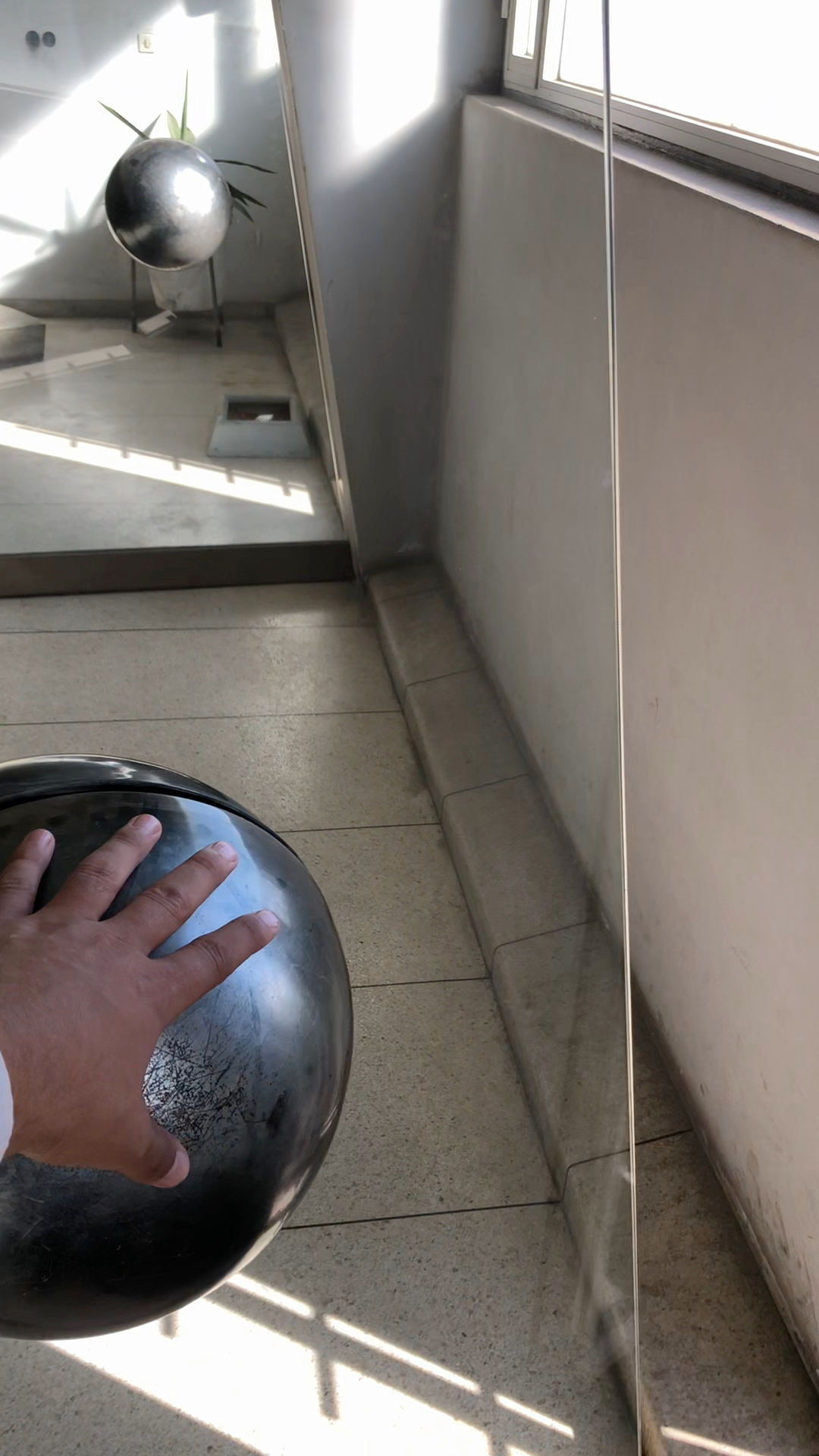
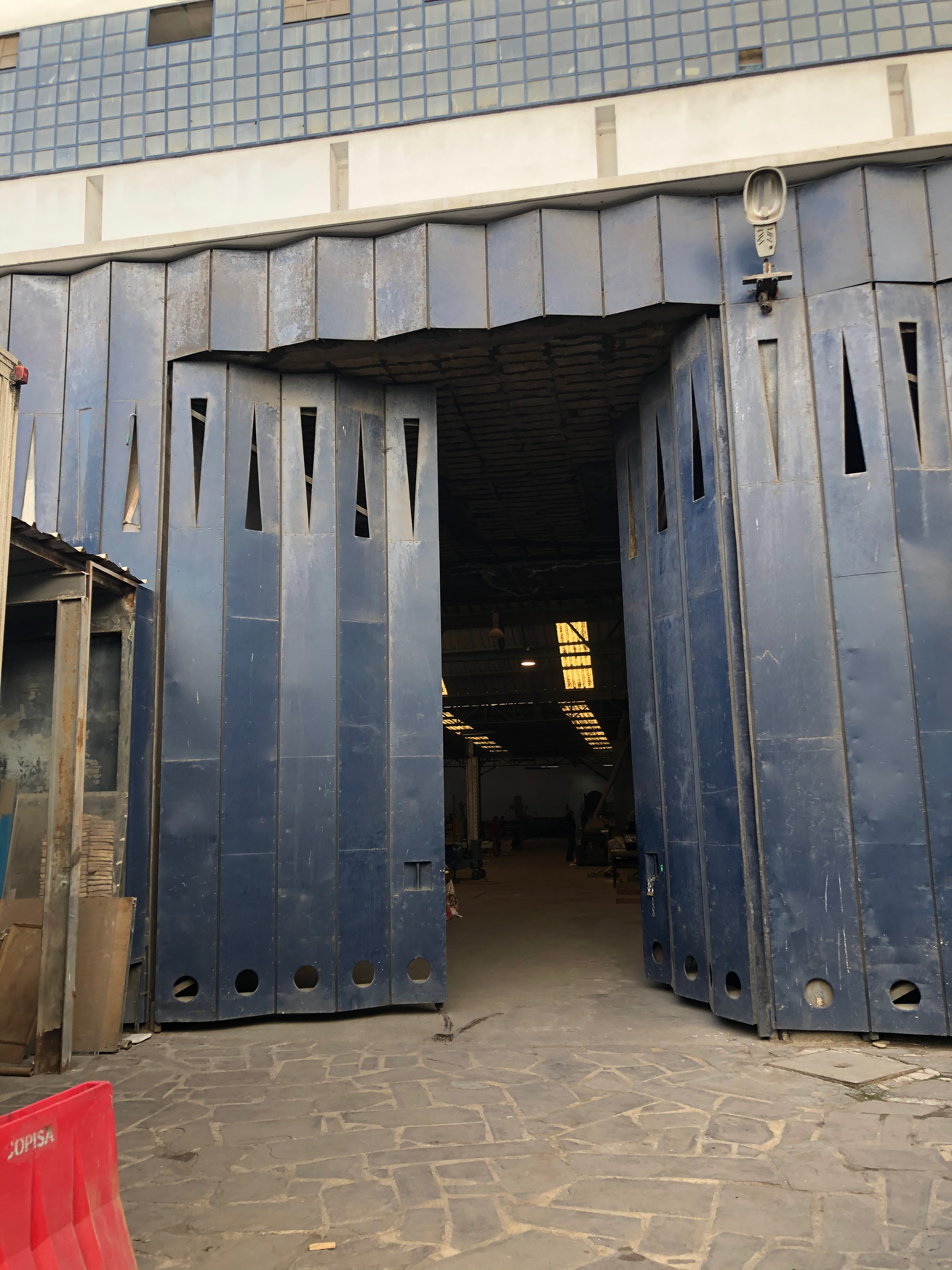
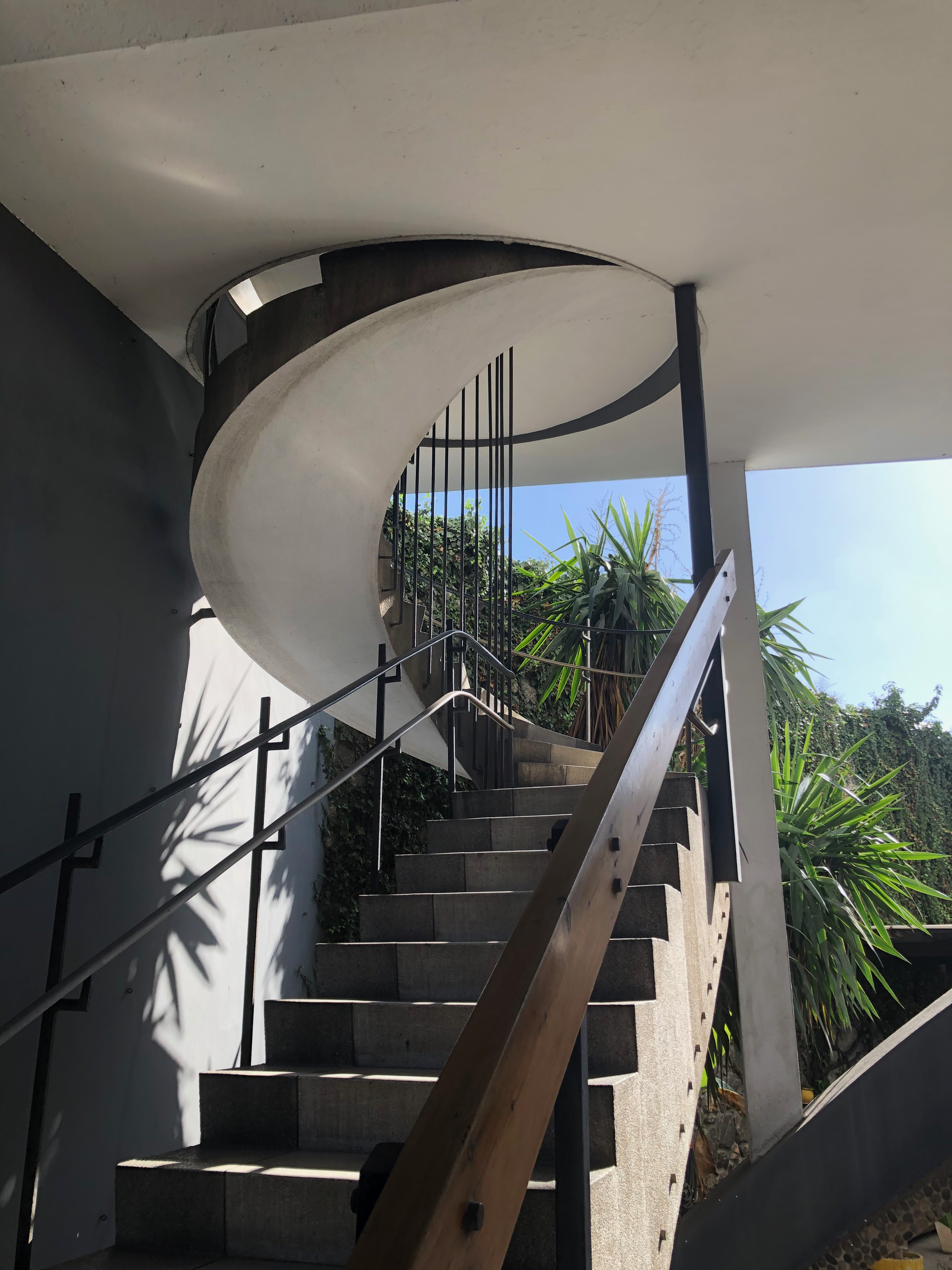
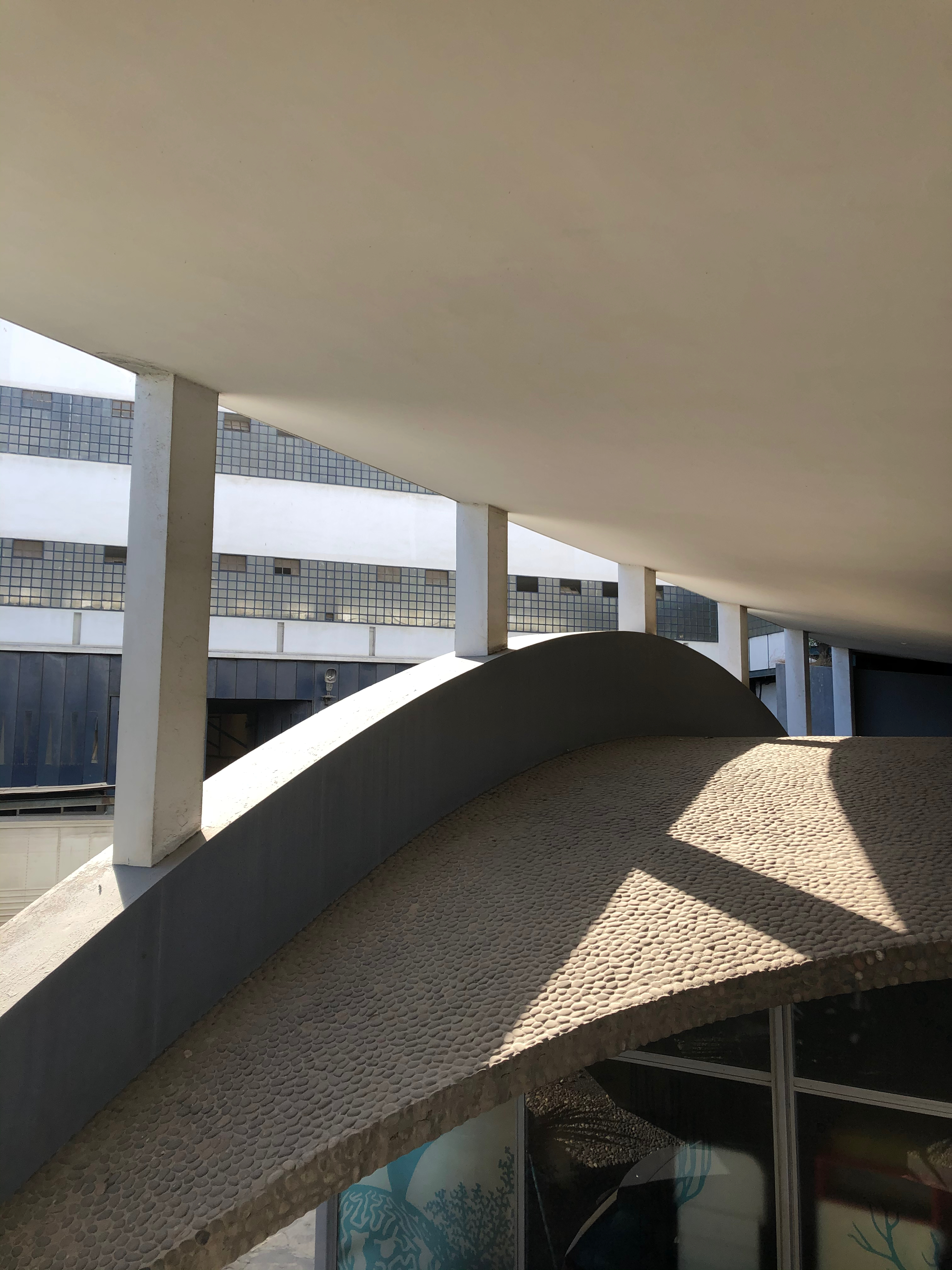
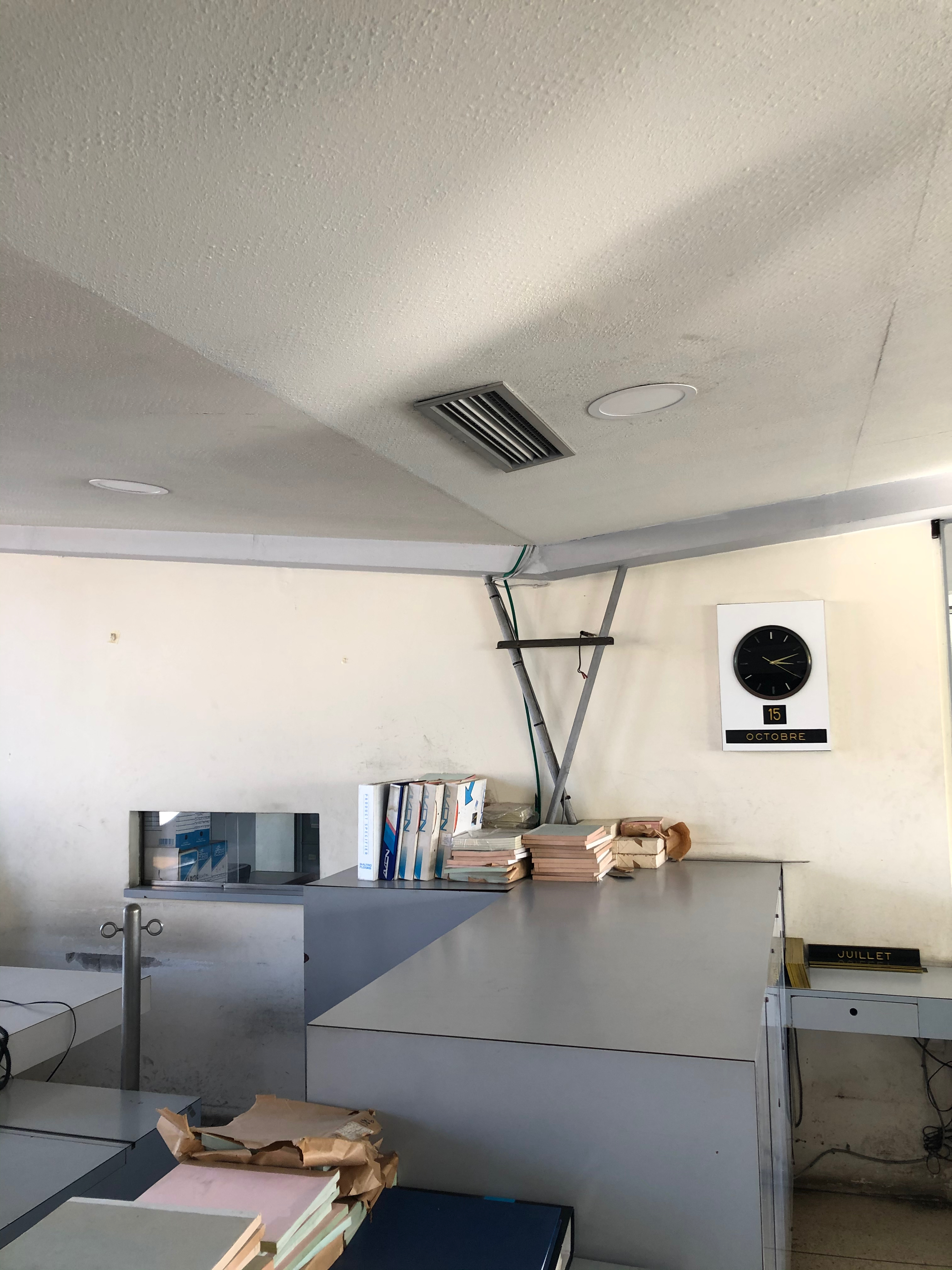
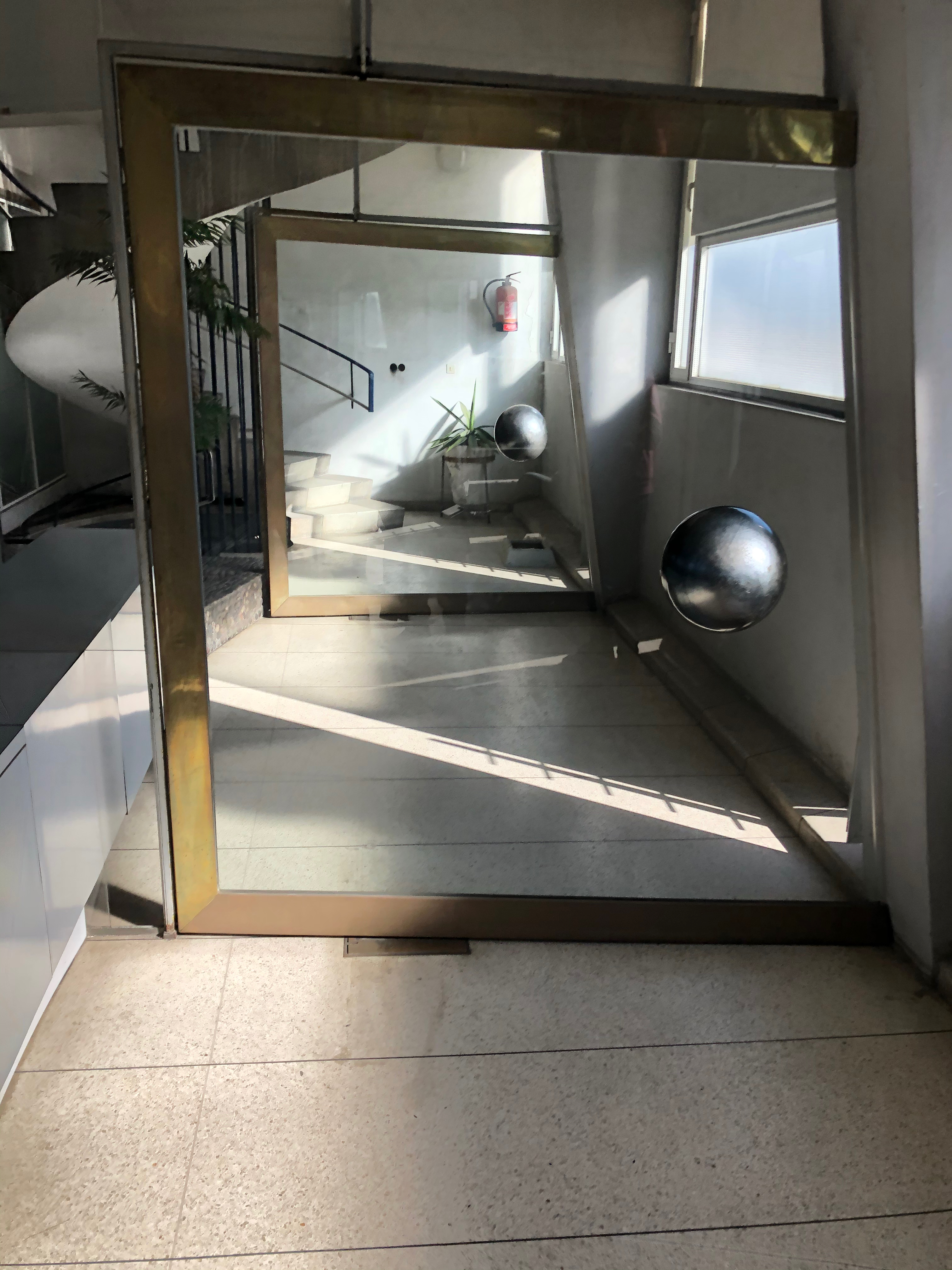
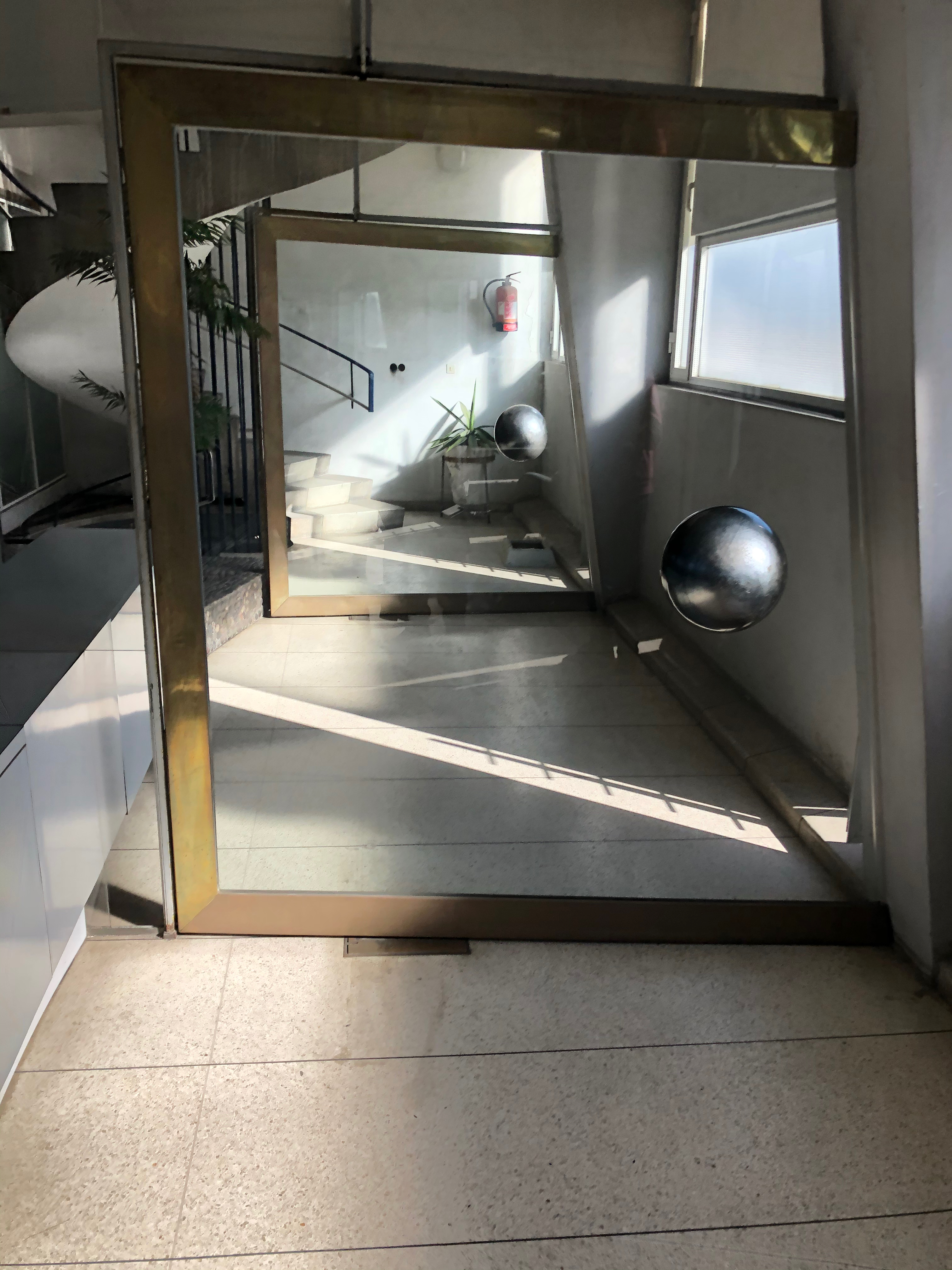
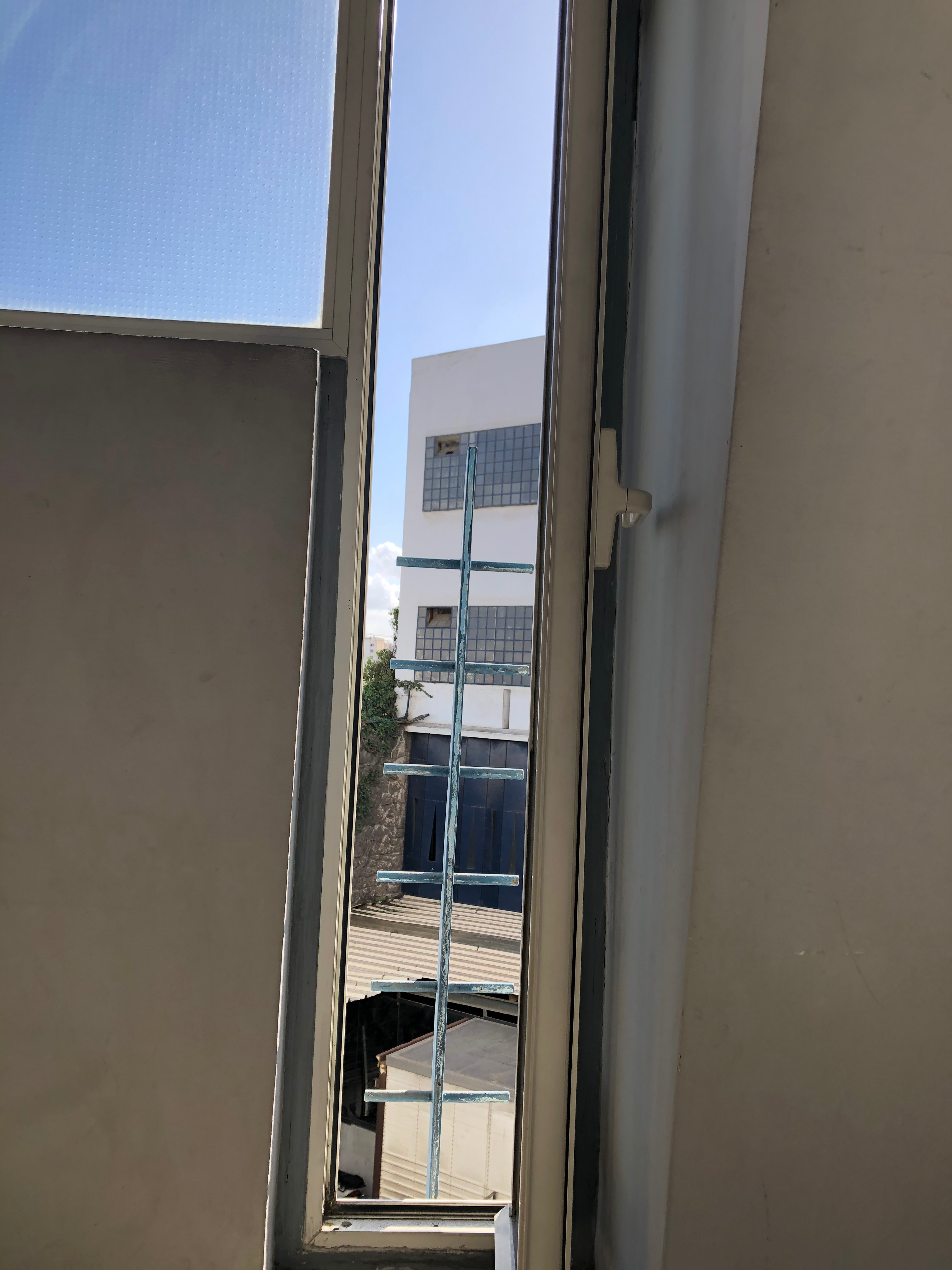
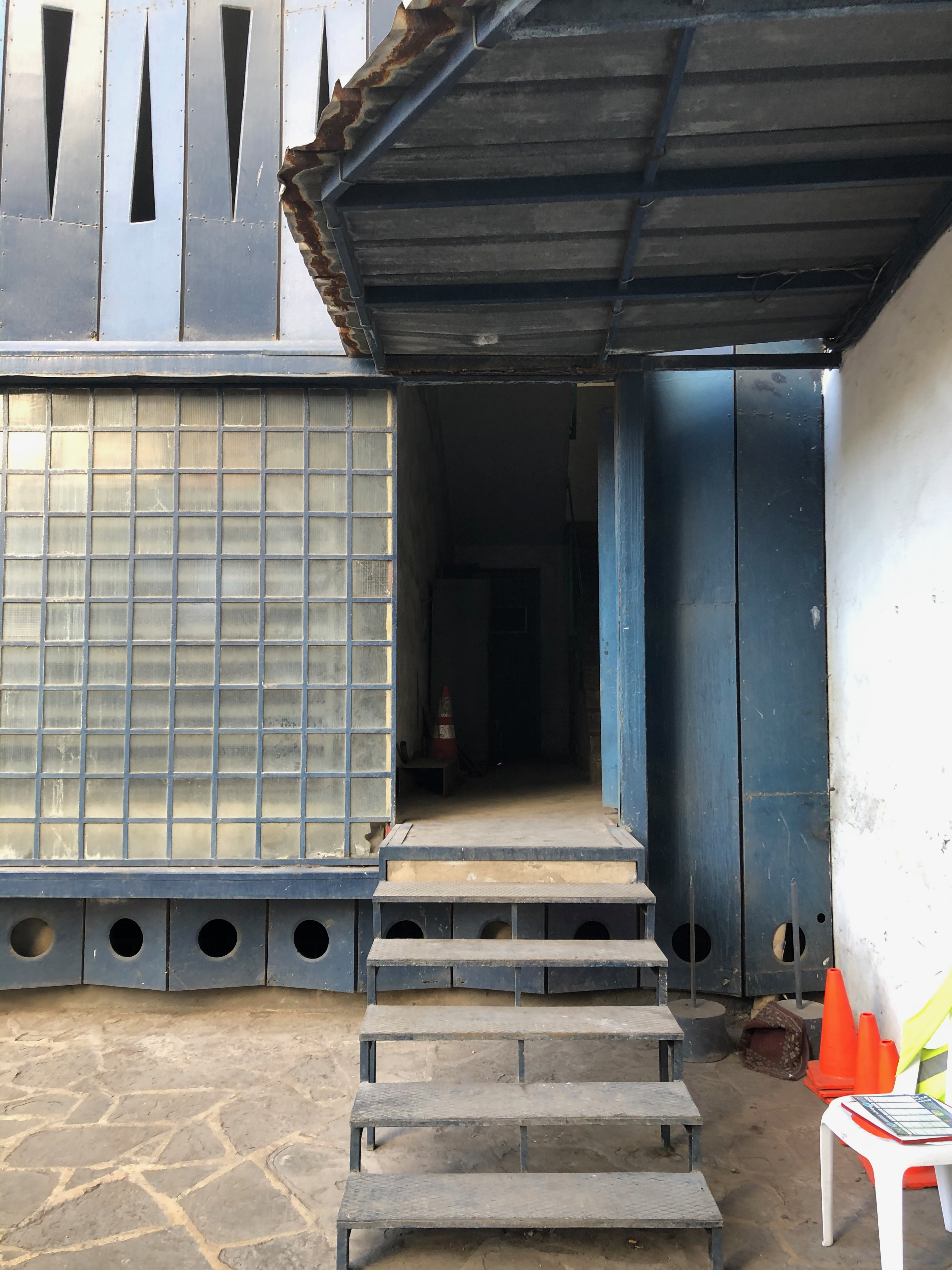
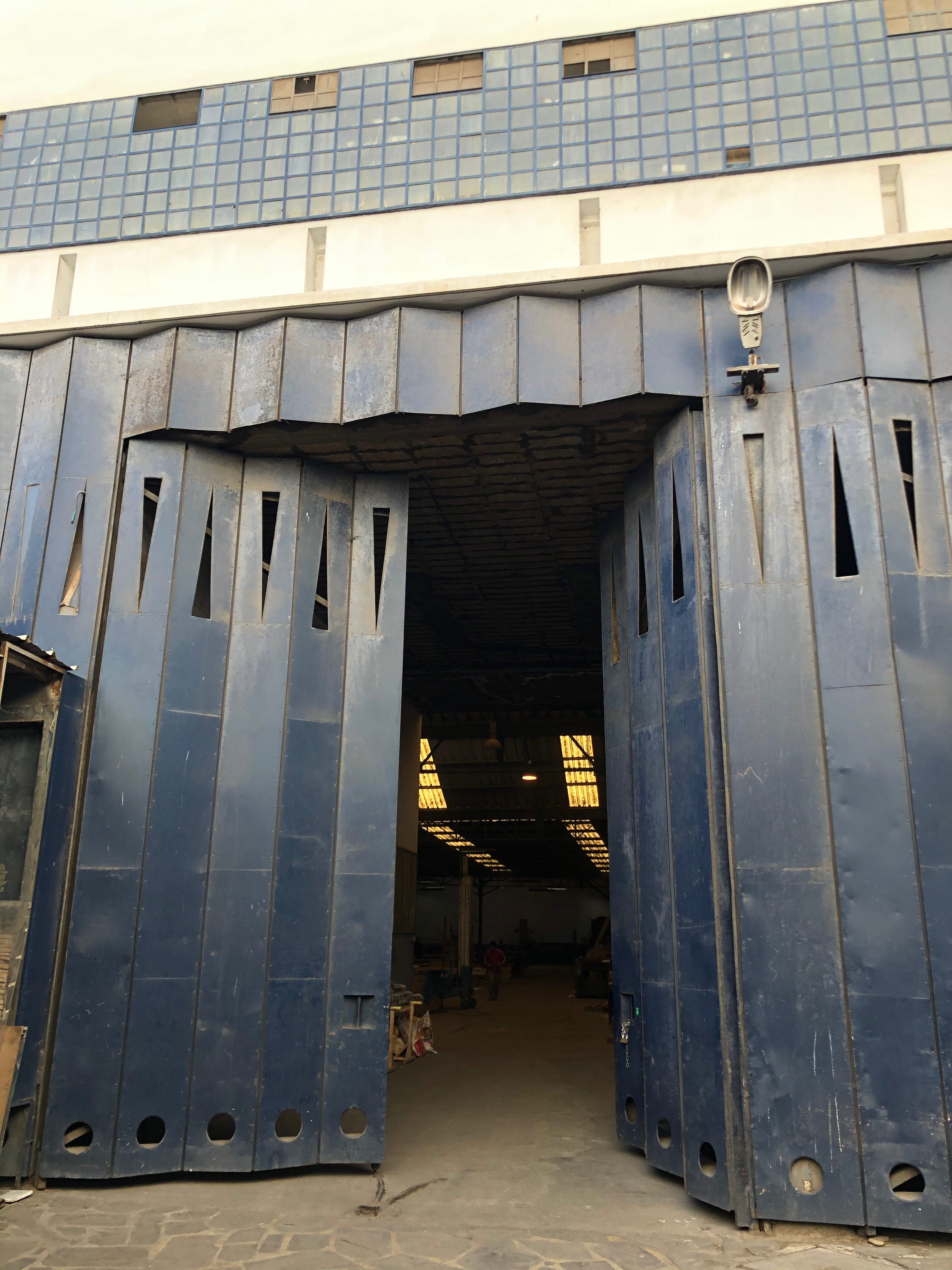
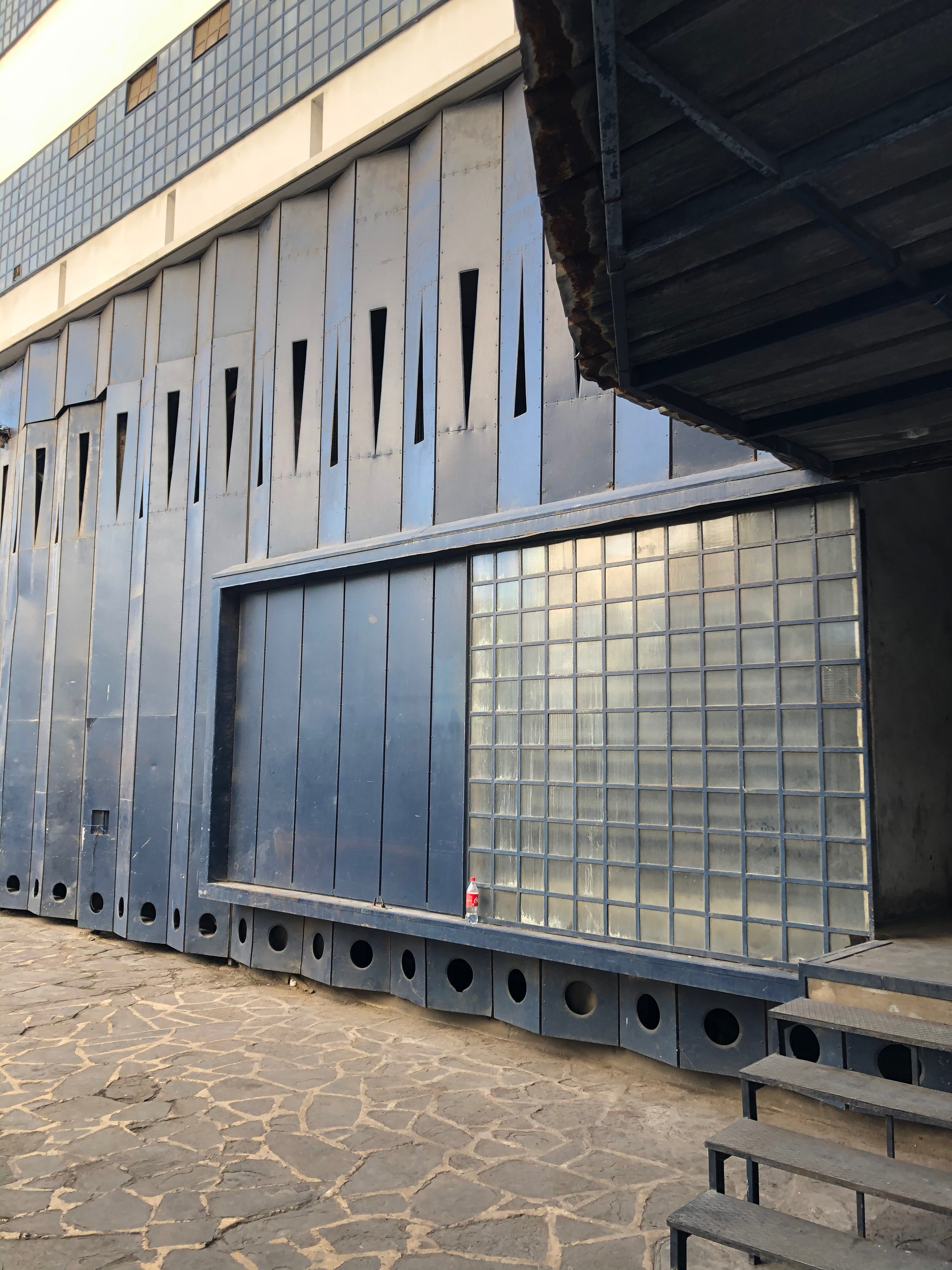
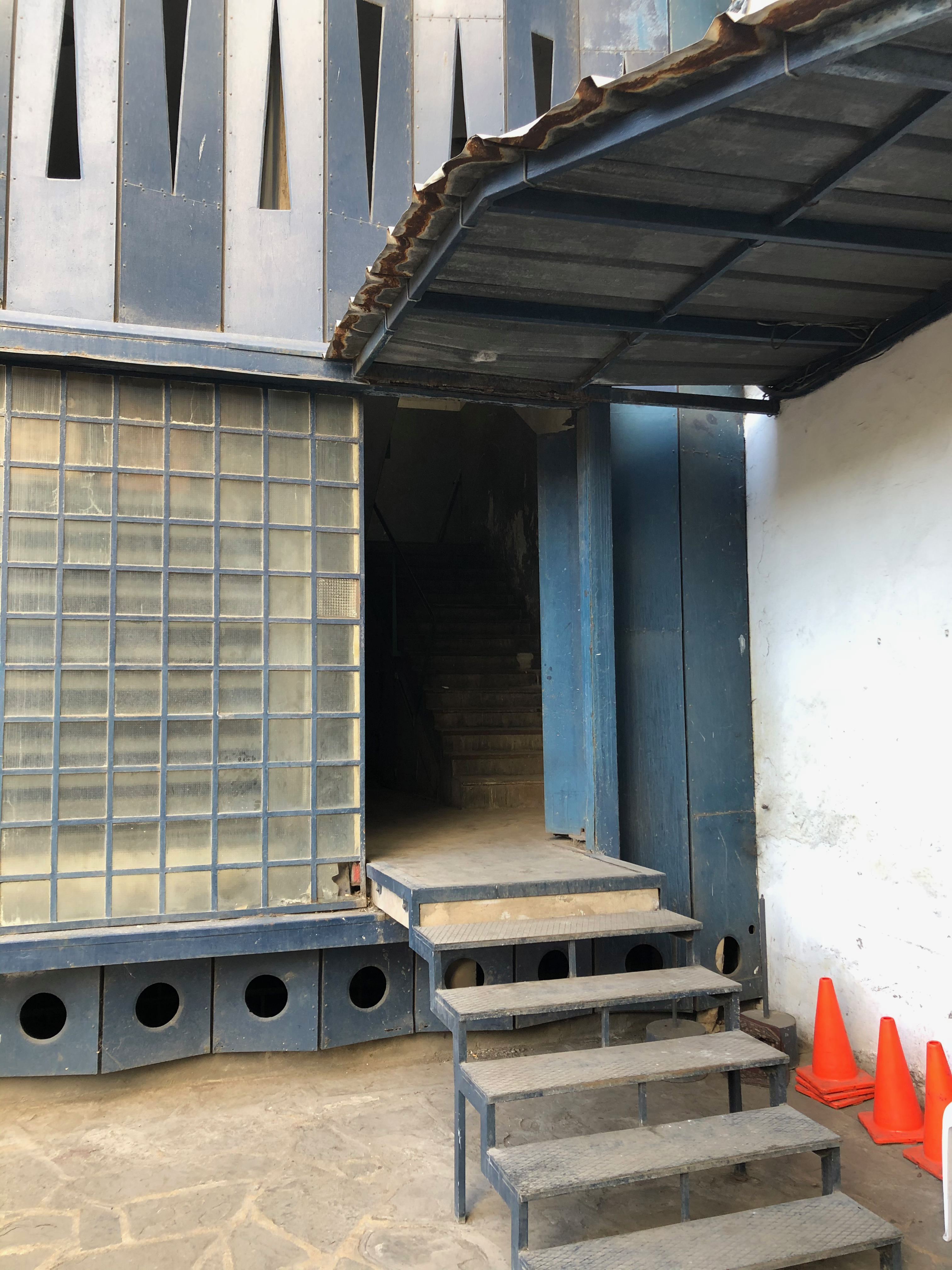
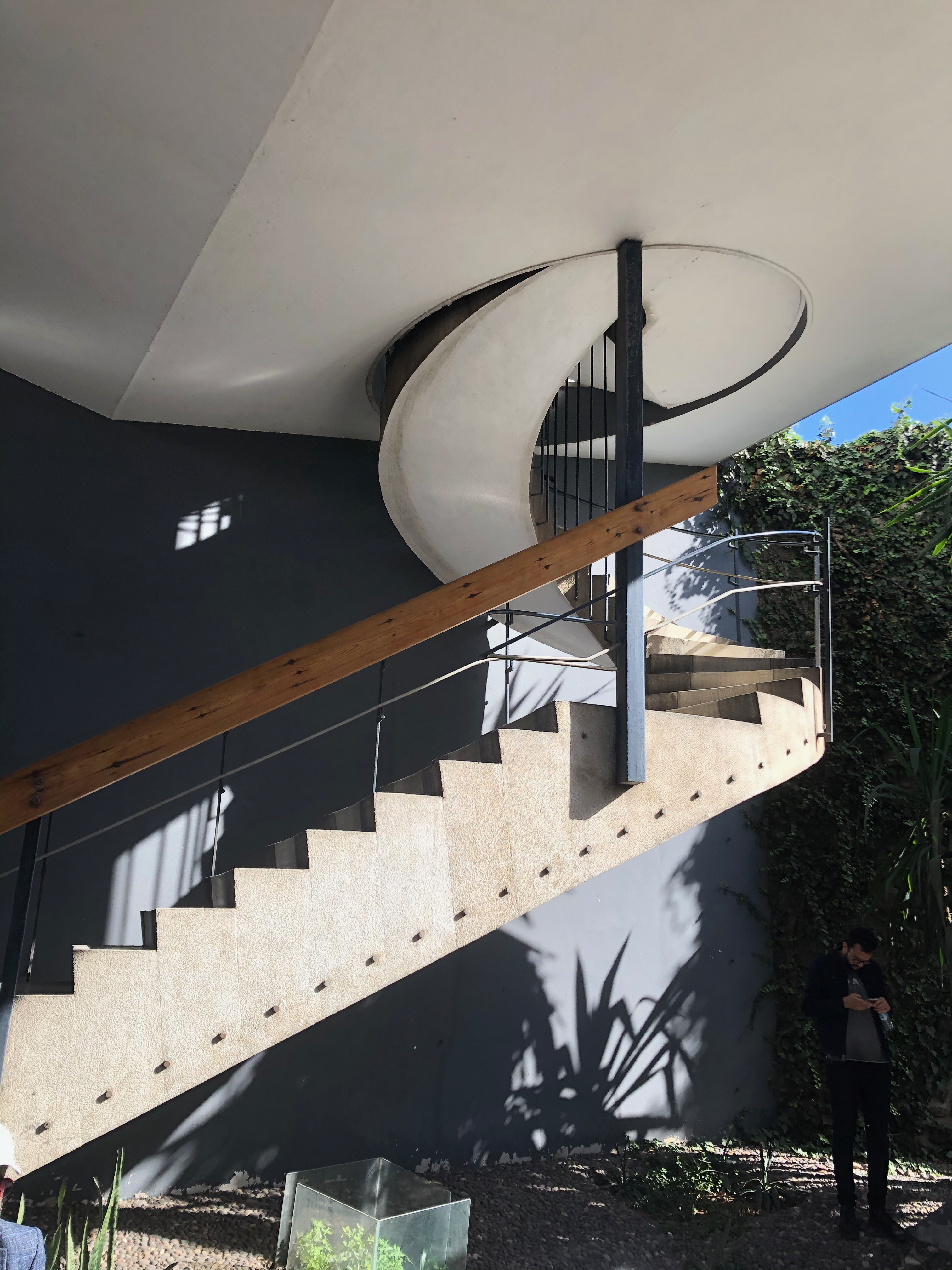
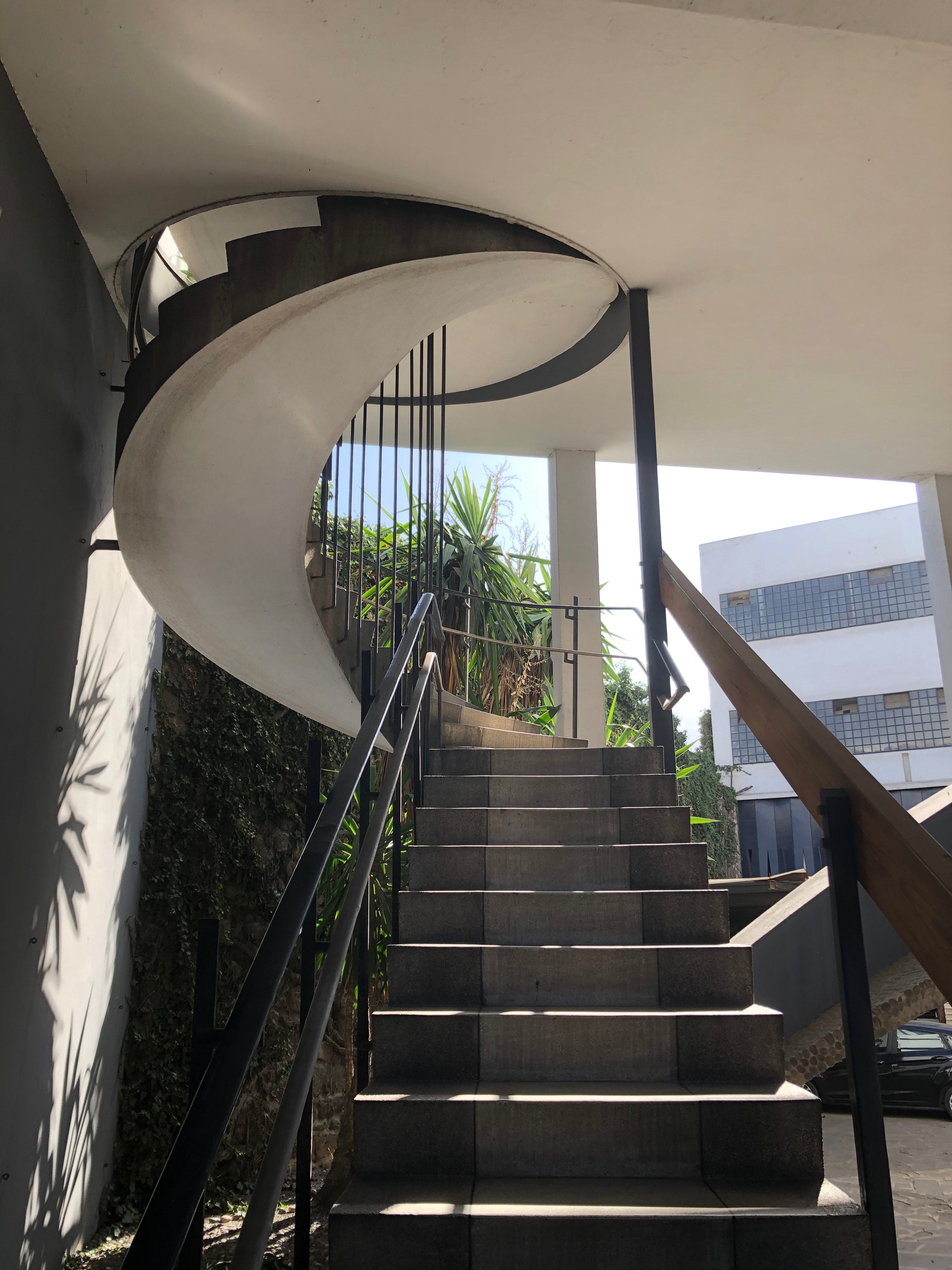
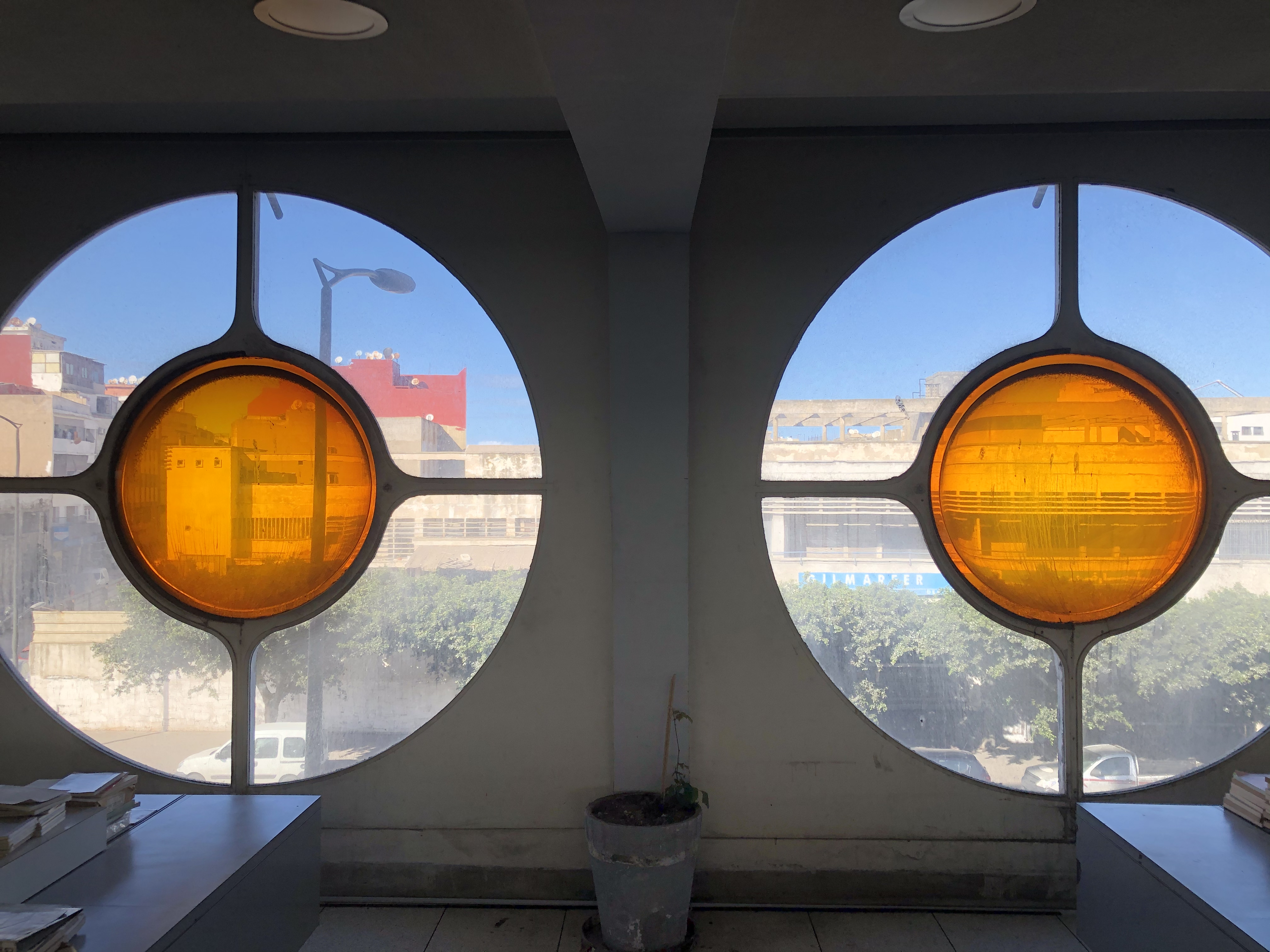
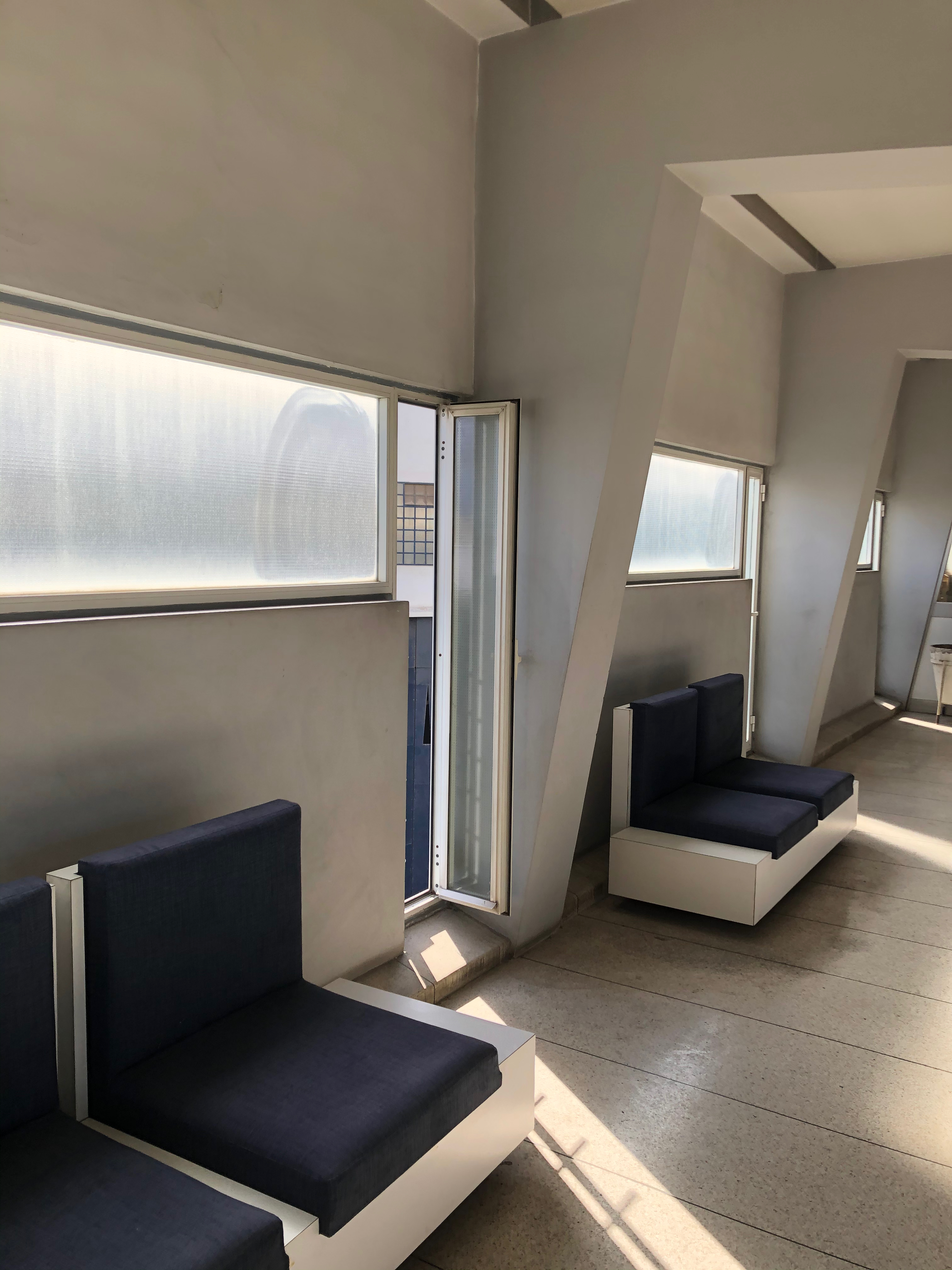
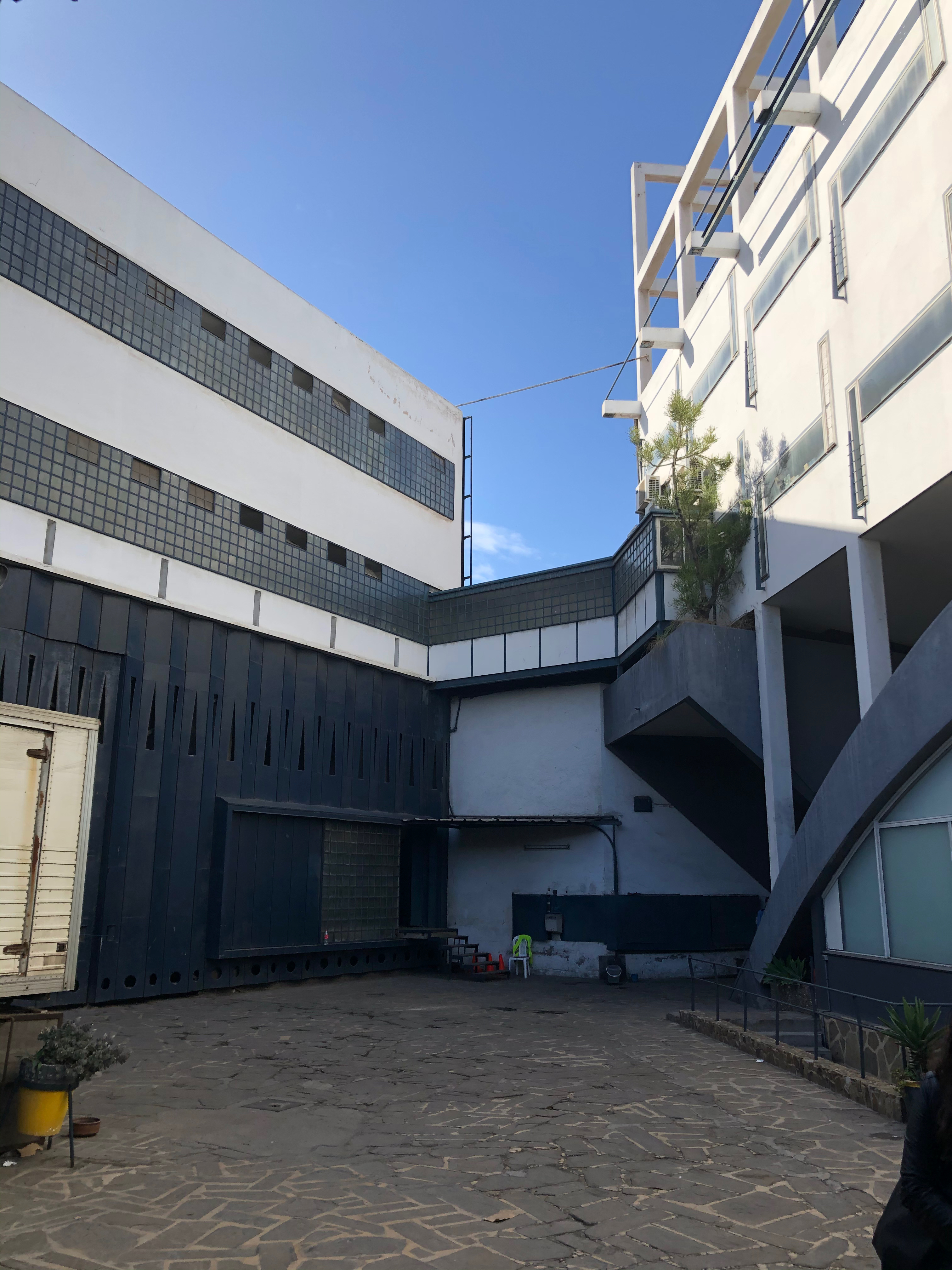